# Hindugodlu, Hunsur
Hindugodlu là một làng thuộc tehsil Hunsur, huyện Mysore, bang Karnataka, Ấn Độ.